# Union of Democratic Control
L’Union of Democratic Control fu un gruppo di pressione britannico, costituito nel 1914 per sollecitare una politica estera più flessibile. Non era un'organizzazione pacifista, ma si opponeva all'influenza dei militari sul governo.

## Prima guerra mondiale
L'impulso alla formazione dell'UDC derivò dallo scoppio della prima guerra mondiale, che i suoi fondatori videro come il risultato di intese internazionali in gran parte segrete che non erano sottoposte alla verifica democratica. I principali fondatori furono P. Charles Trevelyan, un ministro liberale del governo che aveva rassegnato le dimissioni in opposizione alla dichiarazione di guerra, e Ramsay MacDonald che si era dimesso da presidente del Partito Laburista quando il suo partito sostenne gli stanziamenti per la guerra decisi dal governo. Ebbero anche un ruolo fondamentale nella creazione dell'Unione lo scrittore Norman Angell e il giornalista E. D. Morel. Organizzazione non di parte, l'UDC era dominata dalla sinistra dei partiti liberali e laburisti.

## Elenco dei primi sostenitori
Partito Liberale
- Charles Trevelyan MP
- Philip Morrell MP
- Arnold Rowntree MP
- Arthur Ponsonby MP
- Richard Denman MP
- Hastings Lees-Smith MP
- R.L. Outhwaite MP
- Joseph King MP
- E.T. John MP
- Charles Buxton
- Morgan Philips Price
- E. D. Morel
- Norman Angell
- C. P. Scott
- Graham Wallas
- J. A. Hobson
- Ottoline Morrell
- George Cadbury
- Konni Zilliacus
- C. P. Scott

Partito Laburista
- James Ramsay MacDonald MP
- Frederick William Jowett MP
- Philip Snowden MP
- William Crawford Anderson MP
- Frederick Pethick-Lawrence
- Tom Johnston
- David Kirkwood
- Helena Swanwick
- Isabella Ford
- H. N. Brailsford
- R. H. Tawney
- Mary Agnes Hamilton
- Margaret Bondfield

L'Unione non chiese la fine immediata della guerra, ma un esame completo degli scopi della guerra in pubblico e in Parlamento. Si oppose con forza alla coscrizione obbligatoria decisa con il Military Service Act del 1916 e alla censura e altre restrizioni alle libertà civili in tempo di guerra. In conseguenza, l'UDC venne denunciato, da esponenti della destra come il quotidiano The Morning Post, come gruppo atto a minare lo sforzo bellico britannico. La Società religiosa degli amici (Quaccheri) fornì supporto generale e la maggior parte dei fondi raccolti per l'Unione derivò da donazioni di ricchi quaccheri. Vi furono anche stretti legami tra l'Unione e i sostenitori del suffragio femminile.
Nel 1917 l'UDC aveva più di un centinaio di sedi locali in tutta la Gran Bretagna e l'Irlanda, e 10.000 singoli membri associati oltre ad altre organizzazioni che rappresentano più di 650.000 persone. Essa divenne sempre più influente nel partito laburista. L'UDC criticò il Trattato di Versailles come ingiusto verso la Germania, e sostenne il ritiro dell'intervento alleato nella guerra civile russa. A. J. P. Taylor said the UDC was "the most formidable Radical body ever to influence British foreign policy".

## Attività successive
Alla fine della guerra, non si pensò allo scioglimento dell'Unione che continuò la sua attività fino al 1920. Nel primo governo laburista del 1924, quindici ministri erano membri dell'UDC.
Col passare del tempo, l'UDC divenne più favorevole al pacifismo a titolo definitivo e Arthur Ponsonby pubblicò la sua dichiarazione pacifista Now is the time (Ora è tempo) nel 1925 sotto la sponsorizzazione dell'UDC. Ponsonby inoltre diede avvio ad una petizione di coloro che "rifiutano di sostenere o rendere servizio di guerra a qualsiasi governo che ricorresse alle armi", e nel 1928 pubblicò Falsehood in Wartime (Falsità in tempo di guerra), sostenendo che l'opinione pubblica era sempre tranquilla a meno che non fosse fomemtata dalla propaganda.
Negli anni 1930 l'UDC fu guidata da Dorothy Woodman che la rimodellò come organizzazione antifascista. A seguito di ciò l'Unione andò incontro ad un rapido declino, anche se continuò ad esistere , in qualche forma, fino al 1960. Harold Wilson fu per breve tempo un membro UDC negli anni 1950 anche se aveva ben poca influenza.